# 't Loo
Pour les articles homonymes, voir Loo.
't Loo est un village situé dans la commune néerlandaise d'Oldebroek, dans la province de Gueldre. Le 1er janvier 2005, le village comptait 1 196 habitants.